# Carl Ludwig Goldbach
Karl "Carl" Ludwig Goldbach (Leipzig, 12 de abril de 1793 - Moscú, 13 de marzo de 1824) fue un destacado taxónomo alemán, que trabajó intensamente con la flora de Rusia, en especial las plantas medicinales
Fue investigador adjunto de la Academia de Moscú y consejero áulico.

## Honores

### Epónimos
Géneros de las familias
- Brassicaceae Goldbachia DC. 1821 -- Syst. Nat. [Candolle] 2: 576 1821
- Poaceae Goldbachia Trin. 1821 -- in Spreng. Neue Entdeck. ii. 81

- La abreviatura «Gold.» se emplea para indicar a Carl Ludwig Goldbach como autoridad en la descripción y clasificación científica de los vegetales.[5]